# Gail Godwin
Gail Kathleen Godwin, née le 18 juin 1937 à Birmingham dans l’Alabama, aux États-Unis, est une autrice américaine de fiction. Ses œuvres traitent particulièrement des sujets de la liberté individuelle dans les relations hétérosexuelles et des choix des femmes. Elle est également dessinatrice, peintre, et compositrice.

## Biographie

### Enfance
Godwin est née le 18 juin 1937 à Birmingham dans l'Alabama. Elle est la fille de Mose Winston et Kathleen Godwin, née Krahenbuhl. Alors qu'elle est très jeune, son père abandonne sa famille. Godwin et sa mère emménagent chez ses grands-parents à Asheville, en Caroline du Nord. Son grand-père décède peu après leur installation et Godwin grandit alors avec sa mère et sa grand-mère. La mère de Godwin travaille comme enseignante, journaliste et écrivaine. Alors que Godwin a 16 ans, sa mère épouse Franck Cole, avec qui elle aura trois autres enfants. Le beau-père de Godwin étant commercial, la famille déménage fréquemment. Godwin poursuit ses études dans cinq collèges et lycées différents et termine le lycée en 1955 à Woodrow Wilson High School à Portsmouth en Virginie. Elle revoit son père à la cérémonie de fin d'année de sa dernière année de lycée et emménage brièvement chez lui à Smithfield, en Caroline du Nord, avant que celui-ci ne se suicide entre 1957 et 1959, après une longue dépression. Plusieurs autres membres de sa famille se suicident également par la suite. Godwin elle-même connaitra la dépression.

### Études
Godwin a étudié au Peace Junior College à Raleigh en Caroline du Nord entre 1955 et 1957, puis à l'Université de Caroline du Nord à Chapel Hill entre 1957 et 1959 où elle obtient un bachelor en journalisme. Elle poursuit ses études à l'Université de l'Iowa, à Iowa City, entre 1967 et 1971 où elle a comme professeur le romancier Kurt Vonnegut . Elle y obtient une maitrise en anglais en 1968 puis un doctorat en anglais en 1971. C'est le père de Godwin qui finance ses études supérieures.

### Carrière
Godwin est reporter au Miami Herald de 1959 à 1960, où elle écrit des nécrologies, mais elle se fait renvoyer. Elle travaille ensuite au Travel Service de l'ambassade des États-Unis de Londres entre 1962 et 1965. En 1966, elle devient chercheuse au Saturday Evening Post à New York. Entre 1967 et 1970 elle est professeur d'anglais à l'Université d'Iowa, puis devient maitre de conférence au sein du Writers Workshop de cette même université entre 1972 et 1973. Entre 1971 et 1972 elle obtient également une bourse et enseigne au sein du Center for Advanced Studies de l'Université de l'Illinois à Urbana. En 1976 elle est embauchée comme spécialiste de l'Amérique au United-States Information Service au Brésil. En 1977 elle devient maître de conférence au Vassar College, à Poughkeepsie, New York, puis en 1978 et 1981 à l'Université de Columbia, New York.

### Vie privée
Godwin épouse Douglas Kennedy, un photographe, en 1960 et divorce en 1961. Elle épouse ensuite Ian Marshall, un psychiatre, en 1965 et divorce en 1966. C'est par ce second mari qu'elle est introduite à la scientologie, dont elle sera brièvement membre. En 1972, à l'occasion d'une retraite d'artistes de deux mois à Yaddo, à Saratoga Springs dans l’État de New York, elle rencontre le compositeur new yorkais Robert Starer avec qui elle entame une longue relation. Le couple emménage ensemble à Woodstock, à New York, in 1976. Robert Starer décède de causes cardiaques en 2001. 

## Œuvre
La plupart des oeuvres de Godwin sont des romans traitant de la vie de femmes, mais qui déconstruisent les préjugés à propos de ce sexe. Déjà dans The Perfectionists, sa thèse publiée en 1970, Godwin raconte l'histoire d'une femme d'une vingtaine d'années piégée dans un mariage malheureux. Idem dans son second roman Glass People, dans lequel l'héroïne tente d'échapper à son mariage mais tombe enceinte et fait une dépression. La majorité de ses œuvres traitent ainsi de la manière dont les femmes se comportent dans une société qui commence à encourager l'égalité des sexes et l'indépendance des femmes.

### Liste complète des oeuvres

#### Romans
- The Perfectionists, Harper (New York, NY), 1970
- Glass People, Knopf (New York, NY), 1972
- The Odd Woman, Knopf (New York, NY), 1974
- Violet Clay, Knopf (New York, NY), 1978
- A Mother and Two Daughters, Viking (New York, NY), 1982
  - Une mère et ses deux filles, trad. Françoise Cartano, Presses de la Renaissance, 1983
- The Finishing School, Viking (New York, NY), 1985
- A Southern Family, Morrow (New York, NY), 1987
- Father Melancholy's Daughter, Morrow (New York, NY), 1991
- The Good Husband, Ballantine (New York, NY), 1994
- Evensong, Ballantine (New York, NY), 1999
- Evenings at Five, illustrated by Frances Halsband, Ballantine (New York, NY), 2003
- Queen of the Underworld, 2006
- Unfinished Desires, 2009
- Flora, 2013
  - Flora, trad. Marie-Hélène Dumas, Joëlle Losfeld/Gallimard, 2014
- Grief Cottage, 2017
  - Villa Chagrin, trad. Marie-Hélène Dumas, Joëlle Losfeld/Gallimard, 2020
- Old Lovegood Girls, 2020

#### Nouvelles
- Dream Children, 1976
- Mr. Bedford and the Muses, 1983

#### Œuvres documentaires
- Heart: A Personal Journey Through Its Myths and Meanings, 2001
- The Making of a Writer: Journals, 1961-1963, 2006
- The Making of a Writer Volume 2: Journals, 1963-1969, 2011
- Publishing: A Writer's Memoir, 2015

#### Autres
- Juvenilia (1949-1955); The Autobiography of a Tin Cup (1949); The Accomplice (1951); The Choice (1951); So Nice of You to Come (1955); publiés ensemble dans First Words: Earliest Writing from Favorite Contemporary Authors, édité par Paul Mandelbaum, Algonquin Books, 1993.
- St. George, Cosmopolitan, 1969
- For Samuel Beckett: More, James Joyce Quarterly, Summer, 1971
- Over the Mountain, Antaeus, 1983
- Old Lovegood Girls, Iowa Review, 1986
- Possible Sins, Brightleaf, 1999
- Largesse, Tri-Quarterly, 2001

## Bourses et distinctions
En 1974-1975 elle reçoit une bourse de la part du National Endowment for the Arts, pour son écriture.
En 1974 elle est nommée au National Book Award pour The Odd Woman.
En 1975-1976, elle reçoit une bourse universitaire du Guggenheim, toujours pour son écriture. En 1977-1978 elle reçoit encore une bourse de la part du National Endowment for the Arts mais pour ses libretto cette fois.
Elle est nommée pour l'American Book Awards en 1980 pour Violet Clay et à nouveau en 1982 pour A Mother and Two Daughters. En 1981 elle reçoit un prix de littérature de l'American Institute and Academy of Arts and Letters. En 1988 elle reçoit la Thomas Wolfe Memorial Award de la part du Lipinsky Endowment de la Western North Carolina Historical Association. La même année, elle reçoit également la Janet Kafka Award de l'Université de Rochester.
Enfin, elle reçoit des doctorats honorifiques de la part de l'Université de Caroline du Nord en 1987, de la part de l'Université du Sud, de Sewanee en 1994, et de l'Université de l'Etat de New York en 1996.